# Quanto sei bella (Riki)
Quanto sei bella è un singolo del cantautore italiano Riki, pubblicato il 18 ottobre 2024 come primo estratto dal terzo album in studio Casabase.

## Descrizione
Il brano, scritto dallo stesso cantautore, è prodotto da Matteo Galimberti, Daniele Ruspino e Lorenzo Di Leo e ha anticipato l'uscita dell'album Casabase, in uscita nel 2025. Il brano ha anche segnato il ritorno del cantautore, dopo due anni d'assenza dalla scena musicale.

## Promozione
Il brano è stato eseguito dallo stesso cantautore il 4 dicembre 2024 nel corso della terza puntata del programma This Is Me, in onda su Canale 5 con la conduzione di Silvia Toffanin, dove ha anche cantato il brano Tutto per me, in omaggio al cantante Michele Merlo, scomparso il 6 giugno 2021.

## Video musicale
Il video musicale, diretto da Papeltengo, è stato pubblicato il 23 ottobre 2024 attraverso il canale YouTube del cantautore.

## Tracce
Testi di Riccardo Marcuzzo, musiche di Riccardo Marcuzzo, Gabriele Esposito, Matteo Galimberti, Daniele Ruspino, Lorenzo Di Leo, Pierfrancesco Colone, Alessandro De Angelis e Daniele De Iulio.
1. Quanto sei bella – 3:16